# The Cheetah Girls
Cheetah Girls er en amerikansk Disney Channel Original Movie og TV-Musical som er baseret på bogen Cheetah Girls – Wishing on a star, skrevet af Deborah Gregory. I denne film er hovedpersonerne Raven Symoné, Adrienne Bailon, Kiely Williams og Sabrina Bryan.

## Handling
En sanggruppe med navnet The Cheetah Girls — Galleria, Channel, Dorinda og Aqua —, går i Manhattan High School for the Performing Arts og drømmer om at blive de første første års elever der vinder talent showet nogensinde. Under talent prøven, møder de den verdens berømte producent Jackal Jackson, der forsøger at gøre gruppen berømt. Men pigerne løber ind i mange problemer, som kan bryde Cheetah Girls for altid . Gruppen står over for mange vanskelige beslutninger, men de kender alle den rette vej.

## Skuespillere

### Hovedroller
- Raven Symoné-Galleria Garabaldi også kendt som Bubbles
- Adrienne Bailon-Chanel Simmons også kendt som Chuchie
- Sabrina Bryan- Dorinda Thomas også kendt som Do
- Kiely Willians-Aquanette Walker også kendt som Aqua

### Biroller
- Lynn Whitfield-Dorothea Garabaldi
- Kyle Schmid- Derek
- Juan Chioran-Francobollo Garabaldi
- Lori Anne Alter-Juanita Simmons
- Vince Corazza – Jackal Johnson
- Kyle Saunders – Pucci
- Rothaford Gray – Dodo
- Enis Esmer – Rick (Komikeren)
- Johnie Chase – Dørmand
- Kim Roberts – Fru. Bosco (Dorindas Foster Mor)
- Sandra Caldwell – Drinka Champagne

## Sange
| Nr. | Sang Navn       | Sang skriver                    | Genre |
| --- | --------------- | ------------------------------- | ----- |
| 1   | Together We Can |                                 | R&B   |
| 2   | Cinderella      | Lindy Robins and Kevin Savigar  | POP   |
| 3   | Girl Power      | Ray Charm and Rawanna M. Barnes | POP   |
| 4   | Cheetah Sisters | Jamie Houston                   | POP   |

## Eksterne Henvisninger
- The Cheetah Girls på Internet Movie Database (engelsk)
- The Cheetah Girls på Filmdatabasen
- The Cheetah Girls på AlloCiné (fransk)
- The Cheetah Girls på MovieMeter (nederlandsk)
- The Cheetah Girls på AllMovie (engelsk)
- The Cheetah Girls på The Movie Database (engelsk)
- The Cheetah Girls på Rotten Tomatoes (engelsk)
- The Cheetah Girls på Filmaffinity (engelsk)
- The Cheetah Girls på Netflix (engelsk)